# Elezioni generali nel Regno Unito del 1979
Le elezioni generali nel Regno Unito del 1979 si tennero il 3 maggio e videro la vittoria del Partito Conservatore di Margaret Thatcher, che divenne Primo Ministro.

## Risultati
| Liste  | Liste                          | Voti       | %    | Seggi |
| ------ | ------------------------------ | ---------- | ---- | ----- |
|        | Conservatore                   | 13.697.923 | 43,9 | 339   |
|        | Laburista                      | 11.532.218 | 36,9 | 269   |
|        | Liberale                       | 4.313.804  | 13,8 | 11    |
|        | Nazionale Scozzese             | 504.259    | 1,6  | 2     |
|        | Unionista dell'Ulster          | 254.578    | 0,8  | 5     |
|        | Fronte Nazionale Britannico    | 191.719    | 0,6  | -     |
|        | Plaid Cymru                    | 132.544    | 0,4  | 2     |
|        | Social Democratico e Laburista | 126.325    | 0,4  | 1     |
|        | Unionista Democratico          | 70.795     | 0,2  | 3     |
|        | Altri                          | 397.197    | 1,4  | 3     |
| Totale | Totale                         | 31.221.362 | 100  | 635   |